# بيتر كارتر (مخرج)
بيتر كارتر (بالإنجليزية: Peter Carter)‏ هو مخرج بريطاني، ولد في 8 ديسمبر 1933، وتوفي في 3 يونيو 1982.

## وصلات خارجية
- بيتر كارتر على موقع IMDb (الإنجليزية)
- بيتر كارتر على موقع ألو سيني (الفرنسية)
- بيتر كارتر على موقع أول موفي (الإنجليزية)
- بيتر كارتر على موقع قاعدة بيانات الأفلام السويدية (السويدية)
- بيتر كارتر على موقع قاعدة بيانات الفيلم (الإنجليزية)
- بيتر كارتر على موقع كينوبويسك (الروسية)